# Dufourea spilura
Dufourea spilura är en biart som först beskrevs av Cockerell 1925.  Dufourea spilura ingår i släktet solbin, och familjen vägbin. Inga underarter finns listade i Catalogue of Life.